# Flavio Danieli
Flavio Danieli (Vicenza, 13 settembre 1913 – Roma, 4 agosto 2001) è stato un generale e aviatore italiano.
Dopo aver partecipato alla Guerra d'Etiopia divenne Ufficiale d'ordinanza del Viceré d'Etiopia Amedeo di Savoia Duca d'Aosta. Combatté in Africa Orientale Italiana durante la prima parte della seconda guerra mondiale, e successivamente in Italia durante la guerra di liberazione.

## Biografia
Nacque a Vicenza il 13 settembre 1913 e si arruolò nella Regia Aeronautica il 3 marzo 1933, entrando nella Regia Accademia Aeronautica di Caserta. Tra il 3 ottobre del 1935 e il 9 maggio del 1936 prese parte alla operazioni belliche in Africa Orientale Italiana, volando a bordo dei trimotori da bombardamento Caproni Ca.133.  Decorato con una Medaglia d'argento al valor militare, rientrò in Patria assegnato al 36º Stormo Bombardamento Terrestre. Nonostante avesse presentato domanda per venire mandato in Spagna, il 9 dicembre 1937 fu assegnato alla Casa Militare di S.A.R. Amedeo di Savoia Duca d'Aosta come ufficiale d'ordinanza di quest'ultimo, divenuto nel frattempo Viceré d'Etiopia. Tra la fine di quell'anno e il 1939 prese parte alle Operazioni di grande polizia coloniale lanciate contro gli insorti etiopici nel tentativo di domare la guerriglia, meritandosi due Croci al merito di guerra.
Il 25 agosto 1939 sposò la signorina Iolanda Confalonieri, e l'11 novembre dello stesso anno ricevette la Croce di Cavaliere dell'Ordine della Corona d'Italia. Allo scoppio delle ostilità con la Gran Bretagna e la Francia, il 10 giugno 1940, prese parte a numerose azioni belliche, combattendo fino alla resa dell'Amba Alagi avvenuta il 18 maggio 1941.  Fatto prigioniero fu trasferito a Nairobi in Kenya, condividendo la prigionia col Duca d'Aosta a Donyo Sabouk, fino a quando quest'ultimo non morì il 3 marzo 1942. Poco tempo dopo fu trasferito in un campo di concentramento rimanendovi fino al 14 novembre del 1944, quando rimanendo fedele al giuramento prestato al legittimo governo rientrò in Italia per prendere parte, come capitano pilota, alla guerra di liberazione (1944-1945) in seno alla Italian Co-Belligerent Air Force.
Dopo la fine della guerra, in cui era stato decorato con due Medaglie di bronzo al valor militare, ottenne una costante serie di promozioni. Nel 1956 fu promosso al grado di colonnello, e dal 1959 al 1963 ricoprì l'incarico di Addetto aeronautico presso l’Ambasciata d'Italia a Londra.  Nel novembre 1963 fu designato come incaricato della Aeronautica Militare presso la Delegazione italiana ELDO/ESRO – Ministero Affari Esteri.
Promosso generale di brigata aerea, e poi di divisione, terminò la carriere militare con il grado di generale di squadra aerea, congedandosi il 14 settembre 1986.
Si spense a Roma il 4 agosto 2001.

### Annotazioni
1. ↑  La prima gli fu concessa con Decreto Ministeriale del 9 settembre 1937, e la seconda con Decreto Ministeriale del 7 maggio 1939.

### Fonti
1. ↑  De Vergottini 2014, p. 3.
2. 1 2 3 4 5 6 7  De Vergottini 2014, p. 6.
3. 1 2  Lioy 1965, p. 43.
4. ↑  Lioy 1965, p. 221.
5. ↑  De Vergottini 2014, p. 31.
6. ↑  De Vergottini 2014, p. 33.
7. ↑  Ufficio Storico dell'Aeronautica Militare 1977, p. 115.
8. ↑  De Vergottini 2014, p. 11.
9. ↑  De Vergottini 2014, p. 25.
10. 1 2 3  De Vergottini 2014, p. 8.
11. ↑  De Vergottini 2014, p. 36.
12. ↑  De Vergottini 2014, p. 10.
13. ↑  De Vergottini 2014, p. 38.
14. ↑  Gazzetta Ufficiale del Regno d'Italia n.274 del 20 novembre 1941.

### Pubblicazioni
- Nico Sgarlato, Le Aquile dell'Impero, in Ali di Gloria, n. 3, Parma, Delta Editrice, aprile-maggio 2012.